# روسمونت (إلينوي)
روسمونت (بالإنجليزية: Rosemont)‏ هي قرية تقع في الولايات المتحدة في إلينوي. يقدر عدد سكانها بـ 4,202 نسمة .

## الموقع الجغرافي
الموقع الجغرافي للمناطق المحيطة بهذه النقطة هو كالتالي: